# Teuchophorus zlobini
Teuchophorus zlobini är en tvåvingeart som först beskrevs av Grichanov 1995.  Teuchophorus zlobini ingår i släktet Teuchophorus och familjen styltflugor. Inga underarter finns listade i Catalogue of Life.